# Lika-Pyöree
Lika-Pyöree eller Pyöreäjärvi är en sjö i Finland. Den ligger i kommunen Sonkajärvi i landskapet Norra Savolax, i den centrala delen av landet, 400 km norr om huvudstaden Helsingfors. Lika-Pyöree ligger 154,2 meter över havet. Den är 1,1 meter djup. Arean är 1,95 kvadratkilometer och strandlinjen är 6,52 kilometer lång. Sjön  ingår i Vuoksens huvudavrinningsområde.   I omgivningarna runt Lika-Pyöree växer i huvudsak blandskog.